# Ishiba Yoshiko
Ishiba Yoshiko (石破 佳子; nhũ danh Nakamura; sinh ngày 26 tháng 8 năm 1956) là phu nhân của thủ tướng Nhật Bản Ishiba Shigeru. Trước đây bà từng làm việc tại Marubeni.